# Karabinek Destroyer
Destroyer Carbine – hiszpański karabinek zasilany nabojem pistoletowym produkowany dla Guardia Civil.
Produkcję Destroyer Carbine rozpoczęto w 30. w firmie Gaztanga Compania. Broń była zasilana standardowym hiszpańskim nabojem pistoletowym 9 mm Largo. Zamek karabinka był wzorowany na konstrukcji karabinu powtarzalnego Mauser M1893 i zasilany z magazynka sześcio- lub dwunastobojowego. Produkcję Destroyer Carbine zakończono w latach 60.